# 川中文昌阁
川中文昌阁，是位于中国福建省宁德市周宁县咸村镇川中村的一个清代古建筑，2012年入选周宁县第三批文物保护单位。
川中文昌阁始建于清朝道光二十二年（1843年），1998年重修，建筑坐东南朝西北，面积260平方米，有文昌阁、天井、厢廊和大厅等结构，大厅面阔五间、进深六柱，穿斗、抬梁混合式减中柱硬山顶，厅内祀奉孔子，文昌阁则为双层双檐四坡歇山顶，檐下则有多层斗拱。